# Penguin Software
Penguin Software era un editor de software y videojuegos de Geneva, Illinois, que producía software de aplicaciones y gráficos y juegos para las computadoras Apple II, Macintosh, IBM PC, Commodore 64, Amiga, Atari de 8 bits y Atari ST. Produjeron los programas de gráficos Graphics Magician y Complete Graphics System, juegos de aventuras gráficas como la serie Transylvania, juegos de estilo arcade como Spy's Demise y videojuegos de rol como Xyphus.

## Historia
La empresa fue fundada en 1978 por Mark Pelczarski como "MP Software" con su primer producto, un programa de gráficos llamado Magic Paintbrush. Evolucionó a "Co-op Software" como parte de una empresa hermana, Micro Co-op, luego adoptó el nombre "Penguin Software" en 1981 cuyo la publicación de software se convirtió en el enfoque principal. Al igual que muchos otros editores de computadoras personales en ese momento, Penguin Software acreditó abiertamente a los desarrolladores de sus juegos en cajas y pantallas de título; desarrolladores que a menudo no eran empleados directos de Penguin Software, sino diseñadores independientes a los que Penguin Software les pagaba regalías por los juegos que vendían.
Los productos principales de Penguin Software eran sus programas de gráficos, que se encontraban entre los más vendidos de la industria a principios de la década de 1980. El sistema completo de gráficos, publicado por primera vez en 1981, era un conjunto de programas de edición de gráficos 3D y dibujo para Apple II del fundador Mark Pelczarski. Special Effects, coescrito por Pelczarski y David Lubar más tarde ese mismo año, ayudó a establecer el eslogan de la empresa, " la gente gráfica ". A principios de 1982, Pelczarski, Lubar y Chris Jochumson crearon The Graphics Magician , que definiría los próximos años de evolución de la empresa. Mago de los gráficosestaba dirigido a desarrolladores o cualquier persona que quisiera ser desarrollador, lo que permitía a cualquier programador crear animaciones para juegos de estilo arcade e imágenes gráficas compactas para juegos de aventuras y software educativo.
Los desarrolladores comenzaron a enviar sus propias creaciones escritas en parte con Graphics Magician a Penguin Software para su publicación. Los que fueron aceptados fueron pulidos y publicados y los autores recibieron regalías sobre las ventas. Estos incluyeron los dos primeros juegos publicados por Penguin Software, el juego animado Pie Man de Eagle Berns y Michael Kosaka, y el juego de aventuras Transylvania escrito por Antonia Antiochia. Muchos otros editores de software para Apple II también otorgaron licencias a The Graphics Magician para sus productos, ya que no había que pagar ninguna tarifa por la licencia; el único requisito era una línea de crédito que Graphics MagicianSe utilizó software en el producto, que sirvió como publicidad para más ventas de las herramientas gráficas de Penguin Software.
Otro de los aspectos ampliamente promocionados de los títulos de Penguin Software fue que deliberadamente dejaron de usar la protección contra copias, lo que facilitó la copia de seguridad de sus programas. Pelczarski envió una carta a muchas revistas de informática para describir su posición, en la que pedía que los usuarios de su software no abusaran de su confianza.
A medida que las ventas de software se expyieron a las librerías, Penguin Books se enfrentó a Penguin Software con respecto a la infracción de su nombre. Temiendo que los costos legales de una demya podrían haber diezmado su empresa, incluso en el caso de una eventual victoria, Pelczarski introdujo gradualmente un nuevo nombre "Polarware" en 1986, y finalmente puso fin a la marca "Penguin Software".
Dado que las computadoras Apple II, Macintosh, IBM, Commodore y Atari tenían diferentes capacidades gráficas y diferentes procesadores, lanzar un título de software para cada marca de computadora diferente generalmente implicaba programarlo nuevamente desde cero para cada plataforma. Penguin Software/Polarware comenzó a centrarse en ideas multiplataforma que les permitirían lanzar juegos simultáneamente en diferentes sistemas sin el largo proceso de reprogramación. Las imágenes compactas de Graphics Magician se podían usar en todas las plataformas, y se creó un lenguaje de implementación y desarrollo de juegos de aventuras llamado Comprehend para ser independiente del sistema y se usó en varios lanzamientos. También usyo Graphics Magiciana través de plataformas y con un diseño portátil, se lanzaron los tres primeros títulos de la serie de juegos de geografía Adventures Around the World. Sin embargo, una idea similar llamada Where in the World Is Carmen Syiego? llegó al mercado unos meses antes y condenó a la serie Penguin Software.
En 1987, cuatro empleados, Jeffrey (JJ) Jay, Steve Greene, Peg Smith y Trish Glenn, compraron Polarware. Este nuevo equipo produjo la serie de software para niños escrita por Brian A. Rice, The Electric Crayon , un sencillo libro electrónico para colorear. En 1988, Merit Software adquirió Polarware y el nombre de Polarware pronto desapareció.

## Legado
A medida que Merit Software pasó a productos más nuevos, los derechos del título de software anterior se recompró de los restos de Polarware, y muchos de esos títulos se lanzaron posteriormente como software gratuito para sacarlos de Abyonware.
También después del final del soporte oficial de sus productos, un entusiasta reconstruyó una variante del código fuente del motor Comprehend para trasladar estos juegos a las plataformas modernas.

## Títulos de software
| Título                                        | Autor                                                          | Año de publicación |
| --------------------------------------------- | -------------------------------------------------------------- | ------------------ |
| Magic Paintbrush                              | Mark Pelczarski                                                | 1978/1981/1984     |
| The Complete Graphics System                  | Mark Pelczarski                                                | 1981               |
| Special Effects                               | Mark Pelczarski y David Lubar                                  | 1981               |
| The Complete Graphics System II               | Mark Pelczarski                                                | 1982               |
| The Graphics Magician                         | Mark Pelczarski, David Lubar y Chris Jochumson                 | 1982               |
| Pie Man                                       | Eagle Berns y Michael Kosaka                                   | 1982               |
| Spy's Demise                                  | Alan Zeldin                                                    | 1982               |
| Transylvania                                  | Antonio Antiochia                                              | 1982/1985          |
| Crime Wave                                    | Scott Schram                                                   | 1983               |
| Thunderbombs                                  | Tom Becklund                                                   | 1983               |
| The Quest                                     | Dallas Snell, Joe Toler, y Joel Ellis Rea                      | 1983               |
| The Coveted Mirror                            | Eagle Berns y Holly Thomason                                   | 1983/1986          |
| Expedition Amazon                             | Willard Phillips                                               | 1983               |
| Bouncing Kamungas                             | Tom Becklund                                                   | 1983               |
| Pensate                                       | John Besnard                                                   | 1983               |
| Transitions                                   | Andre Schklowsky                                               | 1983               |
| Paper Graphics                                | Robert Rennard                                                 | 1983               |
| Cat Graphics                                  | David Shapiro                                                  | 1983               |
| Short Cuts                                    | Kelly Puckett                                                  | 1983               |
| Minit Man                                     | Greg Malone                                                    | 1983               |
| Stellar 7                                     | Damon Slye/Dynamix                                             | 1984               |
| The Spy Strikes Back                          | Robert Hardy y Mark Pelczarski                                 | 1984               |
| Ring Quest                                    | Dallas Snell, Joel Ellis Rea, Joe Toler, y Ron Goebel          | 1984               |
| Xyphus                                        | Robert Waller y Dave Albert                                    | 1984               |
| Arcade Boot Camp                              | John Besnard                                                   | 1984               |
| Sword Of Kadash                               | Chris Cole / Dynamix                                           | 1984               |
| Disk Repair Kit                               | David Winzler                                                  | 1984               |
| Disk Arranger                                 | William Swanson                                                | 1984               |
| Transylvania II: The Crimson Crown            | Antonio Antiochia                                              | 1985               |
| Oo-topos                                      | Michael Berlyn, Muffy Berlyn, Raimund Redlich y Brian Poff     | 1985               |
| Home Connection                               | William Shaw                                                   | 1985               |
| Home Data Manager                             | Mark Pelczarski                                                | 1985               |
| The Spy's Adventures in Europe                | Mark Pelczarski, Marsha Meuse, Elizabeth Redlich, y Brian Poff | 1986               |
| The Spy's Adventures in North America         | Mark Pelczarski, Mark Glenn, Brian Poff, y Elizabeth Redlich   | 1986               |
| The Spy's Adventures in South America         | Mark Pelczarski, Brian Poff, y Elizabeth Redlich               | 1986               |
| Electric Crayon: Fun on the Farm              | Brian Rice                                                     | 1986               |
| Electric Crayon: This Ly Is Your Ly           | Brian Rice                                                     | 1986               |
| Electric Crayon: ABC's                        | Brian Rice                                                     | 1986               |
| Talisman: Challenging the Sys of Time         | Bruce Hoffman, Raimund Redlich, y Brian Poff                   | 1987               |
| Sesame Street Crayon: Letters For You         | Brian Rice                                                     | 1987               |
| Sesame Street Crayon: Numbers Count           | Brian Rice                                                     | 1987               |
| Sesame Street Crayon: Opposites Attract       | Brian Rice                                                     | 1987               |
| Electric Crayon Deluxe: Dinosaurs Are Forever | Brian Rice                                                     | 1988               |
| All Dogs Go To Heaven                         | Michael Robert Hausman                                         | 1989               |
| Electric Crayon Deluxe: At the Zoo            | Brian Rice                                                     | 1989               |
| Transylvania III: Vanquish the Night          | Antonio Antiochia                                              | 1990               |